# Tønnes Bekker-Nielsen
Tønnes Bekker-Nielsen (født 1955) er en dansk historiker.
Han er cand.mag. i historie og kunsthistorie 1981, ph.d. 1989 og dr.phil. 2004. Han har været redaktør på tidsskriftet Sfinx, direktør for Aarhus Universitetsforlag og lektor ved universitetet i Bergen. Han var lektor i historie ved Syddansk Universitet fra 2000 til pensioneringen i 2022.
Han underviste i antikkens historie samt i informationssøgning og latinsk epigrafik ved Syddansk Universitet. I årene 2012-2015 var han leder af det arkæologisk-historiske forskningsprojekt Where East meets West støttet af Det Frie Forskningsråd for Kultur og Kommunikation. Hans forskningsområde knytter sig til specielle emner i antikken.
Han har bidraget til flere opslagsværker, blandt andre International Encyclopedia of Book Publishing (1995), Den Store Danske Encyklopædi, Gads Historieleksikon (4. udgave, 2009)  og Encyclopedia of Ancient History (2012) samt den danske, tyske og engelske Wikipedia. Han har skrevet eller redigeret en række faglitterære bøger. Hans bog Mare nostrum: Romerne og Middelhavet blev nomineret til "Årets historiske bog 2018".
Han har desuden været redaktør af Classica et mediaevalia: Danish Journal of Philology and History, som udgives af Museum Tusculanums Forlag. Han var i en årrække formand for International Association of Scholarly Publishers og sidder nu i bestyrelsen for det populærarkæologiske tidsskrift Skalk.
I juni 2011 udtalte han om den danske udgave af Wikipedia: "Wikipedia er forældet og fyldt med fejl", efter at hans studerende havde oprettet artikler på encyklopædien. Ved at følge artiklerne i 380 dage viste det sig, at mere end 90% af redigeringerne vedrørte formalia, og at blandt de få indholdsmæssige rettelser gik nogle den gale vej – dvs. at korrekte oplysninger blev rettet til forkerte. Tønnes Bekker-Nielsen kritiserede endvidere den danske Wikipedia for dens genbrug af artikler fra Salmonsen og første udgave af Dansk biografisk Lexikon, som efter hans opfattelse var forældede, for eksempel artiklen om Leopold 1. af Belgien.

## Eksterne link
- Tønnes Bekker-Nielsen's akademiske hjemmeside
- Tønnes Bekker-Nielsen fortæller om sin forskning
- Noter om historie og undervisning 188 (Webside ikke længere tilgængelig)
- Forskningsprojektet Where East meets West